# Tillandsia 'Bruce Aldridge'
Tillandsia 'Bruce Aldridge' es un  cultivar híbrido del género Tillandsia perteneciente a la familia  Bromeliaceae.
Es un híbrido creado  con la especie Tillandsia caput-medusae × Tillandsia schiedeana.